# Нафтобудлаг
Нафтобудлаг — підрозділ, що діяв у структурі виправно-трудових таборів СРСР.

## Історія
В жовтні 1945 року на околиці обласного центру, неподалік селища Стромілово, вступила в дію перша черга Крекінг-заводу (згодом - Куйбишевського НПЗ). За рекордний час проклали нитку нафтопроводу «Зольне - Кряж». В 1945-1946 роках на цих роботах було зайнято від 350 до 400 ув'язнених.
Обсяги видобутку нафти в області стали наближатися до цифр, раніше досягнутим в Азербайджані та на Північному Кавказі. Основною робочою силою, кинутою на підйом нафтопромислів, стали ув'язнені - «вороги народу» і німецькі військовополонені. 
Нафтобудлаг був організований 12.06.47 на базі Окремих табірних відділів (ОЛП) УВТТК УМВС по Куйбишевській області. Управління знаходилося на ст. Кряж Куйбишевської залізниці. Хоча ліміт наповнення (максимальна чисельність ув'язнених) всього табору був визначений у кількості 7 000 чоловік, зазначеної цифри управлінню досягти не вдалося.
Закритий не пізніше 10.02.50.

## Виконувані роботи по окремим ТВ (ОЛП)
- ОЛП № 1 - біля села Гаврилова Поляна (табір для інвалідів, лісопилка і чоботоваляльне виробництво, чисельність - 2487 чоловік);
- ОЛП № 2 - залізнична станція Сортувальна біля селища Червона Глинка (вантажно-розвантажувальні роботи, кар'єр з видобутку каменю, швейне виробництво, чисельність - 1126 осіб, з них 332 чоловіки та 804 жінки);
- ОЛП № 3 - біля селища Кряж (Крекінг-виробництво та будівництво нафтопроводу Зольне - Кряж, чисельність - 3282);
- ОЛП № 4 - залізнична станція Безім'янка (завод з виробництва цегли, інші контрагентські роботи, чисельність - 2703);
- ОЛП № 5 - селище Кряж (швейне і меблеве виробництво, чисельність - 1570 );
- ОЛП № 6 - біля селища Червона Глинка (лісозаготівля та лісопилка, чисельність - 1327 );
- ОЛП № 7 - біля Сизрані (нафтопереробка і будівництво нафтопроводу, чисельність - 1232);
- Окрема табірна дільниця № 1 - біля селища Зольне (нафтопромислові роботи і будівництво нафтопроводу, чисельність - 582);
- ОЛП № 10 - селище Кряж (сільськогосподарське виробництво, чисельність - 995);
- ОЛП № 11 - селище Кіркомбінат (завод з виробництва цегли, чисельність - 1224);
- ОЛП № 12 - село Новосімейкіне (табір для хворих та інвалідів, виробництво паперової та дерев'яної тари, чисельність - 1123);
- ОЛП № 13 - залізнична станція Новобудова (будівництво Крекінг-заводу і підсобних об'єктів, чисельність - 2710);
- ОЛП № 15 - біля селища Яблуневий яр (нафтопромислові роботи, чисельність - 354 ).